# Вилијам Тарнер
Џозеф Малорд Вилијам Тарнер (енгл. Joseph Mallord William Turner; Лондон, 23. април 1775 — Лондон, 19. децембар 1851) је био енглески сликар и цртач епохе романтизма. Најзначајнији су његови прикази пејзажа и морских призора које карактерише слободан однос према боји и слободно кретање кичице. Његов специфични израз ценили су каснији сликари, пре свих импресионисти. Познат је по експресивном колориту, маштовитим пејзажима и турбулентним, често насилним сликама мора. За собом је оставио више од 550 уљаних слика, 2.000 акварела и 30.000 радова на папиру. Заговарао га је водећи енглески ликовни критичар Џон Раскин из 1840. године, а данас се сматра да је уздигао пејзажно сликарство до еминенције која се ривализује са историјском сликом.
Тарнер је рођен у Мејден Лејну, Ковент Гарден, у Лондону, у скромној породици ниже средње класе. Цео живот је живео у Лондону, задржавајући свој кокни нагласак и марљиво избегавајући замке успеха и славе. Чудо од детета, Тарнер је студирао на Краљевској академији уметности од 1789. године, уписао се када је имао 14 година, а тамо је изложио свој први рад са 15. година Током овог периода, радио је и као архитектонски цртач. Сталан приход је зарађивао од провизија и продаје, које су због његове проблематичне, опречне природе, често безвољно прихватане. Отворио је сопствену галерију 1804. и постао професор перспективе на академији 1807, где је држао предавања до 1828. Путовао је по Европи од 1802, обично се враћајући са обимним сетовима скица.
Интензивно приватан, ексцентричан и повучен, Тарнер је био контроверзна личност током своје каријере. Није се оженио, али је имао две ћерке, Евелину (1801–1874) и Џорџијану (1811–1843), са кућном помоћницом Саром Данби. Постајао је песимистичнији и мрзовољнији са годинама, посебно након смрти његовог оца, када су му се изгледи погоршали, његова галерија је пропала и запуштена, а његова уметност се интензивирала. Године 1841, Тарнер је живео на броду на Темзи тако да се није могао сматрати присутним ни на једном имању у попису становништва те године. Он је живео у беди и био лошег здравља од 1845. године, а умро је у Лондону 1851. у 76. години. Тарнер је сахрањен у катедрали Светог Павла у Лондону.

## Рано стваралаштво
Још као дете истакао се својим цртежима и акварелним пејзажима. Већ са 14 година студирао је на Royal academy у Лондону где се интензивно бавио сликањем акварела. Први пут је са уљаним бојама радио 1795. године. Много је путовао по Европи и на овим путовањима је сакупљао у блоковима за скицирање (само на првом путовању 17 блокова) мотиве који ће му касније послужити за израду серије акварела великог формата и за серије бакрореза (Европске реке, од 1817. године). Бавио се и теоријом уметности. Почев од 1807. издавао је опсежан спис Liber studiorum, једну врсту трактата о сликању пејзажа. Био је активан и као песник. Постао је професор учења о перспективи на Краљевској академији 1807. године.
Његова рана дела делују помало круто, нединамично и у маниру ведута његови прикази пејзажа од 1790-их показују велику живост и одликују се лирски хармонизованим тоном. Његови аранжмани слика се упркос продуховљеним стафажима одликују прецизним опажањем природних појава, нарочито временских прилика. Утицај на његово стваралаштво извршила су дела Николе Пусена и Клода Лорена као и холандско сликарство пејзажа и марина. Био је познат и цењен пејзажиста. Највише је сликао енглеске пределе (Дворац Виндзор, 1805) али и мотиви са европског континента били су инспирација за нека од његових дела. Упечатљива слика природне стихије је његова слика Лавина која се сурвава у Граубиндену из 1810. на којој је приказана лавина у Алпима.

## Зрела фаза стваралаштва
У фази стваралаштва између 1810. и 1830. одриче се прецизности приказивања зарад истицања укупног атмосферског ефекта. Посебно је у сликарству акварела доспео до слободног односа према боји што се види на слици Стеновити затон са фигурама из 1830. године на којој се фигуре људи стапају са пејзажем обале. Многе од његових слика из овог периода настале су у Петворту у Сасексу где је боравио на имању војводе од Егремона.
Позних 1830-их у потпуности је развио свој зрели стил и тада успева да принципе сликања развијене акварелом пренесе на слике у уљу. Из овог периода стваралаштва су слике Снежна олуја, Киша, пара и брзина и последња пловидба Темерера. Код њих је приметно ограничавање на мали број готово у потпуности расточених мотива. Ове слике утемељиле су његову славу као уметника који је антиципирао импресионизам. Тарнерови савременици нису у почетку имали много афинитета према сликама које на апстрактни начин приказују феномене. Међу малобројнима који ус у почетку схватили значај Тарнеровог позног стваралаштва био је Џон Раскин. Иако приказује феномене индустријализације Тарнерова дела не треба сврставати у групу модернистичких исповести већ у романтичарско схватање природе.

## Уметност

### Стил
Тарнеров таленат је препознат рано у његовом животу. Финансијска независност омогућила је Тарнеру да слободно иновира; његов зрели рад карактерише хроматска палета и широко примењена атмосферска испирања боје. Према Илустрованој историји уметности Дејвида Пајпера, његове касније слике су назване „фантастичним загонеткама“. Тарнер је био препознат као уметнички геније; енглески ликовни критичар Џон Раскин описао га је као уметника који је могао „најтеже и истинитије да измери расположења природе“. Тарнеров рад је изазвао критике савременика, посебно сер Џорџа Бомонта, пејзажног сликара и колеге члана Краљевске академије, који је своје слике описао као „мрље“.
Тарнерову машту су подстицали су бродоломи, пожари (укључујући пожар парламента 1834. године, догађај коме је Тарнер био сведок из прве руке, и описао га у низу акварелних скица), и природне појаве као што су сунчева светлост, олуја, киша и магла. Био је фасциниран насилном снагом мора, као што се види у Зори после бродолома (1840) и Броду робова (1840).
Тарнеров главни подухват у графици био је Liber Studiorum (Књига студија), седамдесет графика на којима је радио од 1806. до 1819. Liber Studiorum је био израз његових намера за пејзажну уметност. Идеја је била донекле заснована на Liber Veritatis (Књига истине) Клода Лорена, где је Клод снимио своје завршене слике; серија штампаних копија ових цртежа, до тада у Девоншир хаусу, била је огроман издавачки успех. Тарнерове плоче су требало да буду широко распрострањене и категорисале су жанр у шест типова: морски, планински, пасторални, историјски, архитектонски и узвишени или епско пасторални. Његова графика је била главни део његовог рада, и томе је посвећен музеј, Тарнеров музеј у Сарасоти на Флориди, који је 1974. основао Даглас Монтрос-Грем да би сместио своју колекцију Тарнерових графика.

### Материјали
Тарнер је експериментисао са широким спектром пигмената. Користио је формулације попут кармина, упркос томе што је знао да нису дуготрајне, и против савета савремених стручњака да користе трајније пигменте. Као резултат тога, многе његове боје су сада избледеле. Раскин се жалио како му је рад брзо пропао; Тарнер је био равнодушан према потомству и бирао је материјале који су изгледали добро када су свеже примењени. До 1930. постојала је забринутост да и његова уља и акварели бледе.